# パストレイン

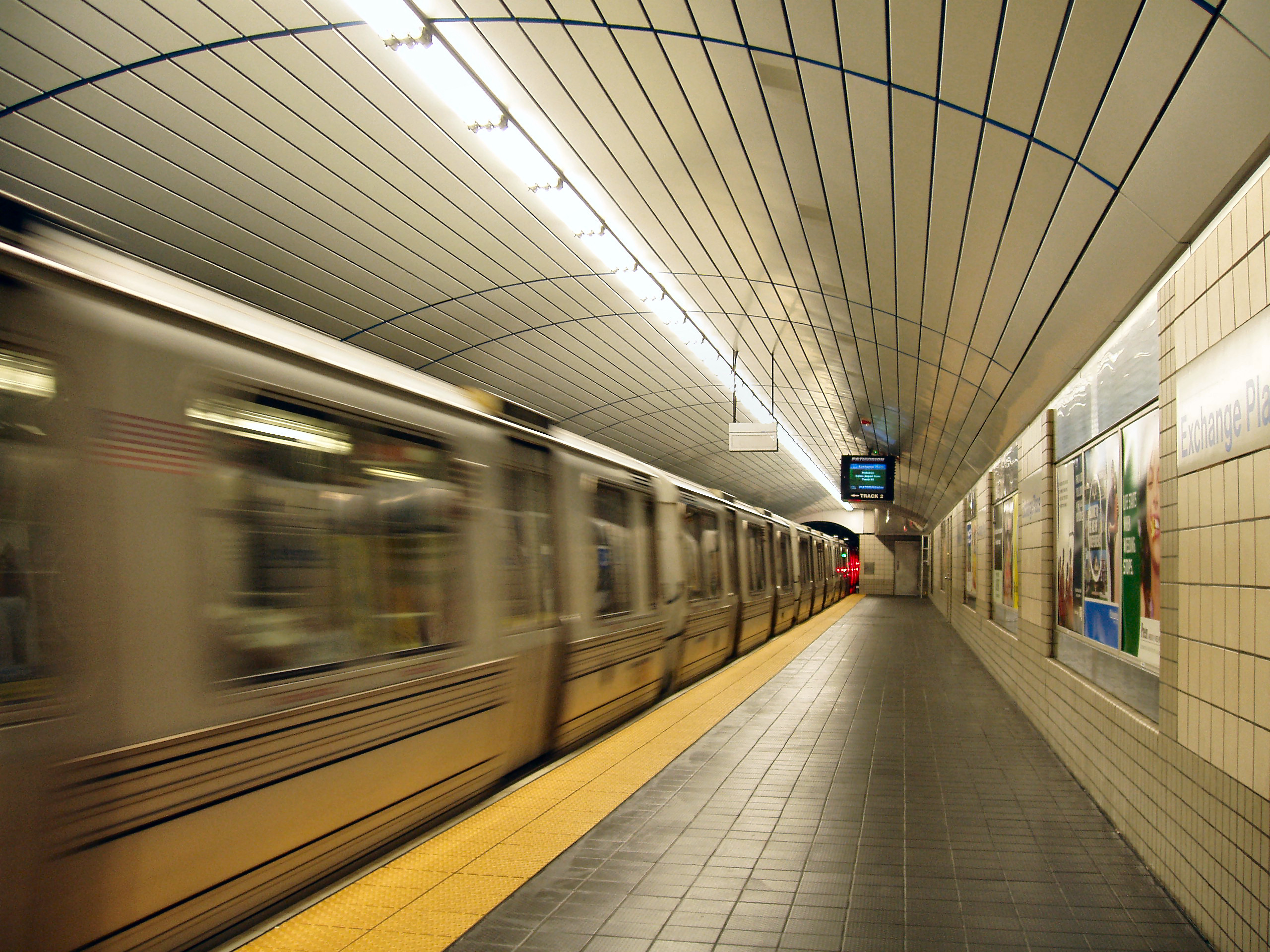
ジャージーシティにあるエクスチェンジ・プレイス駅、ホーボーケン、ニューアーク方面行き

パストレイン (Port Authority Trans-Hudson, PATH) は、アメリカ合衆国のニューヨーク州ニューヨーク市とニュージャージー州ニューアーク市を結ぶ鉄道。正式名称 The Port Authority Trans-Hudson Corporation（港湾公社ハドソン川横断公社）の頭文字をとって PATH と呼ばれている (なお英語で "path" は「軌道」の意)。路線の全長は 22.2 km で、ニューヨーク・ニュージャージー港湾公社 (The Port Authority of New York and New Jersey) が運営している。Newark駅からJournal Square駅までは地上を走るが、それ以外の区間はすべて地下鉄となる。NYマンハッタン内でも地下路線ではあるが、ニューヨーク市地下鉄とは別運営なので、改札口は異なり別料金となる。

## 路線一覧

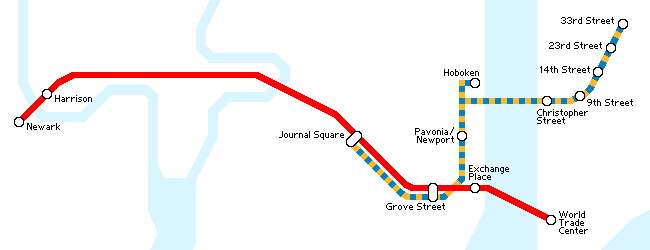
パストレイン路線図（深夜時間帯）

24時間運行されており、平日の早朝から深夜までは4系統の運行、平日深夜から早朝および週末終日は2系統の運行となる。平日朝夕ラッシュ時は各系統5-8分、昼間は10-15分、深夜は30-40分間隔、週末の日中は20分間隔の運行。また深夜時間帯にメンテナンス等で閉鎖になる駅がある。
33Street駅でニューヨーク市地下鉄N,Q,R,W,B,D,F,Mの各線、23Street駅でF,M、14Street駅でF,M,L、9Street駅でA,B,C,D,E,F,M（W 4St駅）にそれぞれ接続し、Hoboken駅とNewark駅ではニュージャージートランジットの郊外路線駅と隣接している

### 平日日中時間帯
| 路線色 | 略称    | 始発駅                         | 終着駅                         | 所要時間 |
| ------ | ------- | ------------------------------ | ------------------------------ | -------- |
|        | NWK-WTC | ワールド・トレード・センター駅 | ニューアーク・ペン駅           | 22分     |
|        | HOB-WTC | ホーボーケン駅                 | ワールド・トレード・センター駅 | 10分     |
|        | JSQ-33  | 33丁目駅                       | ジャーナル・スクエア駅         | 22分     |
|        | HOB-33  | 33丁目駅                       | ホーボーケン駅                 | 14分     |

### 深夜時間帯および週末終日
| 路線色 | 路線略称         | 始発駅                 | 経由駅         | 終着駅                         | 備考 |
| ------ | ---------------- | ---------------------- | -------------- | ------------------------------ | --- |
|        | NWK-WTC          | ニューアーク・ペン駅   | 無し           | ワールド・トレード・センター駅 | |
|        | JSQ-33 (via HOB) | ジャーナル・スクエア駅 | ホーボーケン駅 | 33丁目駅                       | ホーボーケン駅からワールド・トレード・センター駅にまで向かうには、グローブ・ストリート駅にて乗り換える必要がある。 |

## 歴史

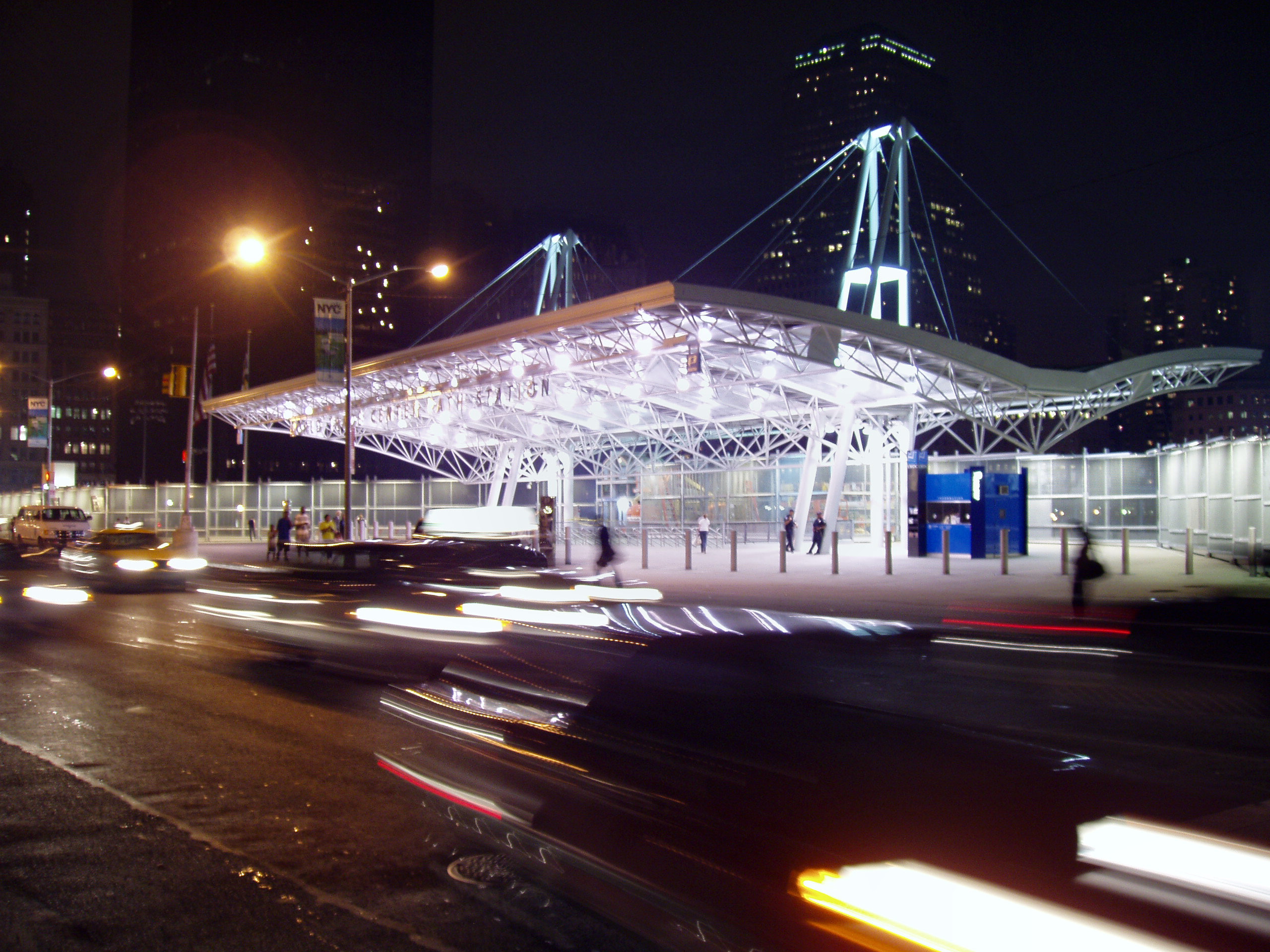
ワールドトレードセンター仮駅 (2003年開業、2009年にはサンティアゴ・カラトラヴァによる新駅が完成する予定)

パストレインの歴史は古く、最初の営業運転は1908年2月25日のことであった。この年、パストレインの前身であるハドソン・アンド・マンハッタン鉄道が19丁目駅 - ホーボーケン駅間を開通させた。この鉄道の計画立案は1874年に行われていたが、ハドソン川を開削する技術的な問題から工事は1890年に始まった。その後も資金難等の問題があり、計画から開通までに30年以上の歳月を要することになった。
その後、1911年までに現在の路線網（33丁目駅 - ニューアーク・ペン駅間）を開業し、ハドソン川対岸の都市とニューヨーク間の連絡輸送の他、ジャージーシティや、ホーボーケンを基点とするエリー鉄道やデラウェア・ラッカワナ・アンド・ウェスタン鉄道の通勤列車の連絡輸送で大活躍した。その最盛期は1920年代の後半で、その後は大恐慌や自動車トンネルの整備などにより乗客が減少、コスト上昇に対して十分な運賃改訂が行えなかった事などもあり、1954年にはハドソン・アンド・マンハッタン鉄道は債務超過状態に陥った。
利用客が減少したとはいえ、ハドソン・アンド・マンハッタン鉄道はハドソン川を連絡する重要な通勤路線で、債務超過を理由に廃止することはできなかった。しかしながら、この路線はニューヨーク、ニュージャージー両州にまたがる鉄道であることから、各自治体の思惑の違いにより、抜本的な対応は1962年にずれ込んだ。この年、ワールドトレードセンター計画を進めていたニューヨーク港湾公社（The Port of New York Authority、1930年に設立されたニューヨーク・ニュージャージー両州にまたがる港湾地域の開発を目的とした公法人、1972年に現在の名称に変更）が、ハドソン・アンド・マンハッタン鉄道に代わり運営を引き継いだのである。港湾公社は買収したマンハッタンのハドソン・ターミナルをワールドトレードセンターの敷地として利用し、マンハッタン南部の再開発を行った。これは再開発に伴う公共交通整備や公共交通維持・拡充のための資金確保の方法としては非常に有益なもので、利用客の大幅な増加も実現されたのである。
2001年のアメリカ同時多発テロ事件でターミナルの一つであるワールド・トレード・センター駅は破壊されたが、33丁目駅を使って仮系統のホーボーケン経由ニューアーク-33丁目線を設定することで運行は続けられ、2003年11月にはワールドトレードセンター跡地に仮駅を再開し、2009年には、新ターミナルが完成した。駅は長いエスカレータを降りた先にある自動改札機のさらに下にある。

## 乗車券
乗車券は、PATHの全駅の中にある「Blue SmartLink vending machines」というSmartLinkカードの自動販売機から購入できる(不正確な翻訳だが日本語も選べる)。
有効期限は購入後2時間以内となっている。これは24時間営業であり日付制限がなじまない（日を跨いでの乗車はむしろ当然で、終電がないので日本のように「当日の終電まで有効」という運用もできない）ためである。
ニューヨーク地下鉄やバスで使用できるメトロカードが使用できるが、片道切符と往復切符でしか使うことができない。また、改札機でICチップ搭載のクレジットカードでのタッチ決済も可。全区間均一料金なので、降車駅で改札通過（退場）の際、検札はない。
なお、NY市の地下鉄やバスとは別組織なので、乗り継ぎ割引等はない。
| 種類                         | 種類（英語）                                                       | 料金       | 1回分の料金 | 備考                                                                                  |
| ---------------------------- | ------------------------------------------------------------------ | ---------- | ----------- | ------------------------------------------------------------------------------------- |
| 片道切符                     | 1-trip SmartLink / PATH SingleRide Ticket / Pay-Per-Ride MetroCard | 3ドル      | 3ドル       | SmartLinkまたはMetroCardというカードで1回乗車したときに引かれる料金。                 |
| 往復乗車券                   | PATH 2-trip MetroCard                                              | 6ドル      | 3ドル       | 往復乗車券。MetroCardというカードで1回乗車したときに引かれる料金。割引はない。        |
| 10回回数券                   | 10-trip - SmartLink / SmartLink Gray                               | 28.50ドル  | 2.85ドル    | 10回分乗車できる回数券。SmartLinkまたはSmartLink Grayというカードでしか使えない。     |
| 20回回数券                   | 20-trip - SmartLink / SmartLink Gray                               | 57ドル     | 2.85ドル    | 20回分乗車できる回数券。SmartLinkまたはSmartLink Grayというカードでしか使えない。     |
| 40回回数券                   | 40-trip - SmartLink / SmartLink Gray                               | 114ドル    | 2.85ドル    | 40回分乗車できる回数券。SmartLinkまたはSmartLink Grayというカードでしか使えない。     |
| シニア・スマートリンクカード | Senior SmartLink Card - for riders 65 years or older               | 1.50ドル   | 1.50ドル    | 65歳以上限定の老人割引カード。当然ながら現地在住を証明する書類が必要。                |
| 1日乗車券                    | SmartLink 1-day pass-unlimited                                     | 11.50ドル  |             | 1日乗車券。SmartLinkというカードでしか使えない。                                      |
| 7日乗車券                    | SmartLink 7-day pass - unlimited*                                  | 39.25ドル  |             | 7日間乗車券。SmartLinkというカードでしか使えない。                                    |
| 30日乗車券                   | SmartLink 30-day pass - unlimited                                  | 120.75ドル |             | 30日間乗車券。日本で言う定期券と同じようなもの。SmartLinkというカードでしか使えない。 |